# Martin Breslauer
Martin Breslauer (geboren 16. Dezember 1871 in Berlin; gestorben 16. Oktober 1940 in London) war ein deutscher Buchantiquar.

## Leben
Breslauer studierte an der Universität Rostock Paläographie und machte danach Volontariate bei Buchhändlern in Paris, London, Rom und Florenz sowie in Deutschland bei Joseph Baer & Co. in Frankfurt am Main und Ludwig Rosenthal in München. Hans Fürstenberg schildert ihn in späteren Jahren: „Er war von ziemlich kleiner Statur, von Haaren war nur der kleine Schnurrbart erkennbar … Die etwas vorstehenden Augen waren klar und weitblickend … Über dem ‚Plastron‘ ein stetes Lächeln.“

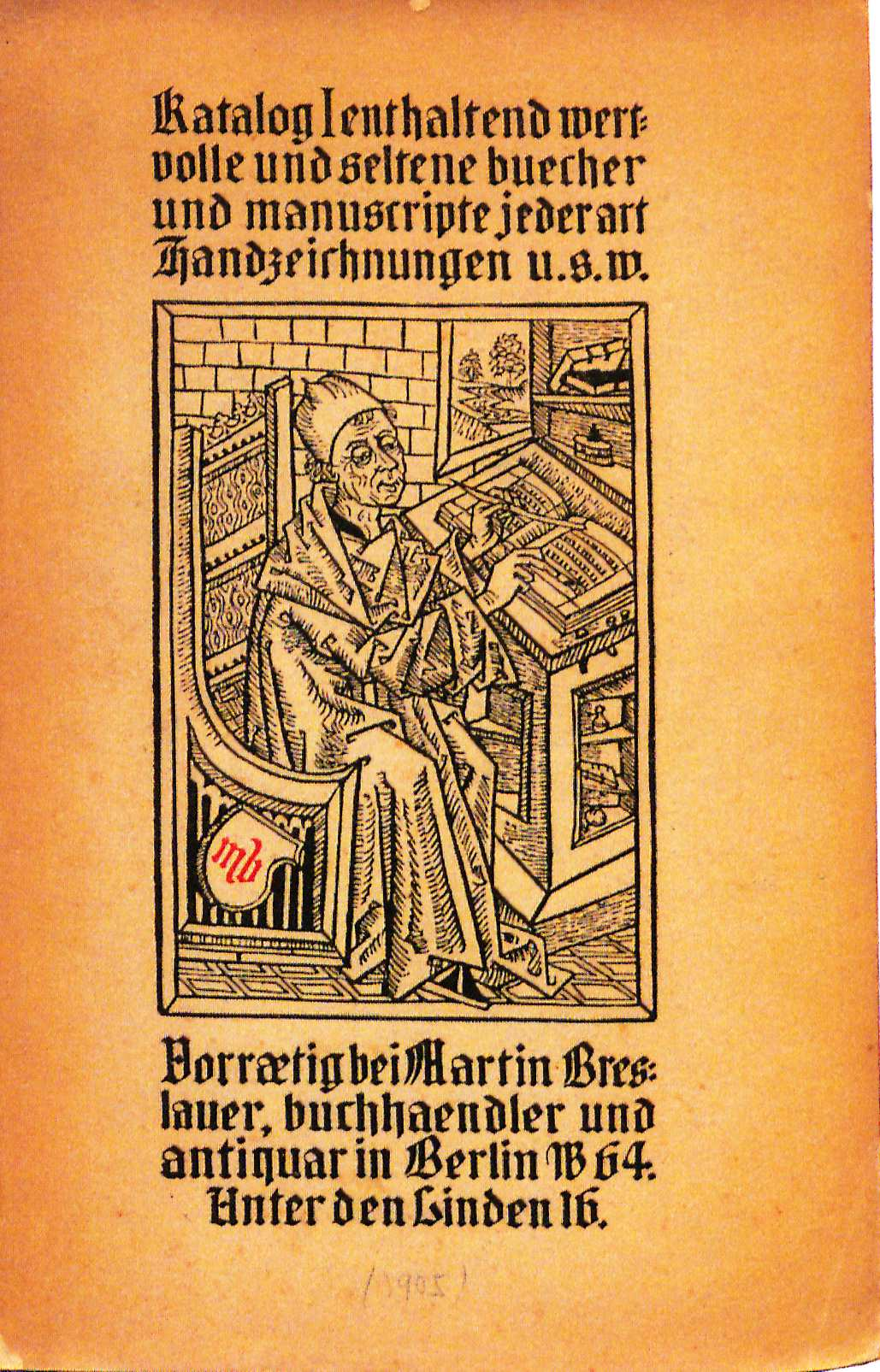
Katalog I Wertvolle und seltene Bücher 1905

1896 ersteigerte er die Rara aus der Sammlung Karl Biltz und gab dazu 1907 den Katalog Das deutsche Lied heraus. 1898 gründete er mit seinem Schulfreund aus dem Werderschen Gymnasium Edmund Meyer den „Sortimentsbuchhandel und Antiquariat Breslauer & Meyer“; ab 1904 ging er mit seinem Geschäft in der Leipziger Straße und später in der Französischen Straße in Berlin eigene Wege. Sein Buchantiquariat wurde zum Mittelpunkt für Berlins bibliophile Gesellschaft, darunter Bibliophile wie Börries Freiherr von Münchhausen und Fedor von Zobeltitz. Breslauer war ein wichtiger Geschäftspartner der Preußischen Staatsbibliothek und wurde von ihr zum Sachverständigen ernannt. Er vermittelte die Bibliothek Erich Schmidts an Rudolf Mosse und versteigerte die 2826 Exemplare umfassende Büchersammlung von Carl Schüddekopf (1918) sowie die Bibliotheken Werner Wolffheims (1928) und Eduard Grisebachs (1930), die u. a. auch 70 Bücher aus Arthur Schopenhauers Bibliothek mit dessen eigenen handschriftlichen Anmerkungen und Zeichnungen enthielt. 1919 erhielt er den Auftrag, die Privatbibliothek Friedrichs des Großen in Schloss Sanssouci zu bewerten, die nach der Demokratisierung an den Staat Preußen gefallen war, wofür das Haus Hohenzollern entschädigt werden sollte. An der Organisation des Ersatzes der Bestände der im Ersten Weltkrieg zerstörten Universitätsbibliothek Löwen war neben Joseph Baer & Co., Jacques Rosenthal, Ludwig Rosenthal, Karl Wilhelm Hiersemann und Paul Graupe auch die Firma Breslauer beteiligt. In der Weltwirtschaftskrise ging ein Teil der 120.000 Bände der Stolbergischen Bibliothek durch seine Hände. Breslauer beteiligte sich am Ausbau des Buchgeschäfts durch Buchversteigerungen, auch wenn er die Preisentwicklung, die im Lagergeschäft ruhiger war, für problematisch hielt.
Auf seine 21.000 Bände umfassende Handbibliothek sich stützend brachte er bis 1933 fünfzig Lagerkataloge heraus. Breslauer machte eine Reihe bibliophiler Entdeckungen, so 1929 die 6000 Bände umfassende Privatbibliothek von Marie Louise, der Frau Napoleon Bonapartes, im Palais Erzherzog Rainer in Wien, die 1933 von einem englischen Millionär um einige Millionen Francs angekauft und dann von ihm dem französischen Staat geschenkt wurde.
Breslauer war 1899 Gründungsmitglied der Gesellschaft der Bibliophilen, war 1911 Mitgründer der Maximilian-Gesellschaft und wurde 1907 Mitglied und 1912 Schatzmeister der Gesellschaft für Deutsche Literatur.
Nach der Machtergreifung der Nationalsozialisten 1933 wurde seine Geschäftstätigkeit durch antisemitische Gesetze und Gewaltaktionen eingeschränkt. Sein Wohnhaus in Lichterfelde musste er 1934 aufgeben und mit der Familie in eine Wohnung in der Meinekestraße umziehen. Um auswandern zu können, musste er zwei Drittel seiner Referenzbibliothek veräußern, die Martin Bodmer zusammenhalten konnte. Von dem Erlös musste er die Reichsfluchtsteuer bezahlen und konnte mit einer Restbibliothek und dem Hausrat am 1. Juli 1937 nach Großbritannien emigrieren. Der Kunstsammler Robert von Hirsch, ein Kunde und Freund der Familie, der schon 1933 von Frankfurt in die Schweiz ausgewandert war, half mit einem Darlehen, das Antiquariat wieder aufzubauen.
Breslauer starb an den Folgen eines Herzinfarktes, nachdem der Wohnblock im Londoner Stadtteil Bloomsbury, in dem er mit seiner Familie wohnte, bei einem deutschen Bombenangriff getroffen worden war.
Der Sohn Bernd Breslauer konnte nach dem Zweiten Weltkrieg das Antiquariatsgeschäft Breslauer wieder unter die führenden Buchantiquariate bringen. Das Martin-Breslauer-Archiv stiftete er der Staatsbibliothek in Berlin.

## Schriften (Auswahl)
- Das deutsche Lied: geistlich und weltlich bis zum 18. Jahrhundert. Katalog 3. Martin Breslauer, Berlin 1908 (Digitalisat).
- Erinnerungen, Aufsätze, Widmungen. Gesellschaft der Bibliophilen, Frankfurt am Main 1966.